# Vitorino
Vitorino är en kommun i Brasilien.   Den ligger i delstaten Paraná, i den södra delen av landet, 1 300 km söder om huvudstaden Brasília. Antalet invånare är 6 509.
Omgivningarna runt Vitorino är en mosaik av jordbruksmark och naturlig växtlighet. Runt Vitorino är det ganska tätbefolkat, med 78 invånare per kvadratkilometer.